# Domi
Domi is een wijk in Willemstad op Curaçao, ten noordoosten begrensd door het Schottegat en ten zuiden door de rondweg, de A.A. de Lannoy Willems-Boulevard. De wijk moet niet verward worden met Dominguito, een wijk in het oosten van Willemstad.
De wijk lag tijdenlang letterlijk direct onder de rook van de Isla raffinaderij, tot die op 31 december 2019 haar deuren sloot. 
In Domi ligt het honkbalveld Veld di Seru di Domi.

## Geboren in Domi
- Nelson Carrilho, beeldend kunstenaar